# Prästaskogens naturreservat
Prästaskogen är ett naturreservat i Hällestads socken i Lunds kommun i Skåne. Det är även ett Natura 2000 område.
Området är naturskyddat sedan 1972 och är 79 hektar stort. Reservatet består av rullstensåsar, lövskog och enefälader.

## Bilder

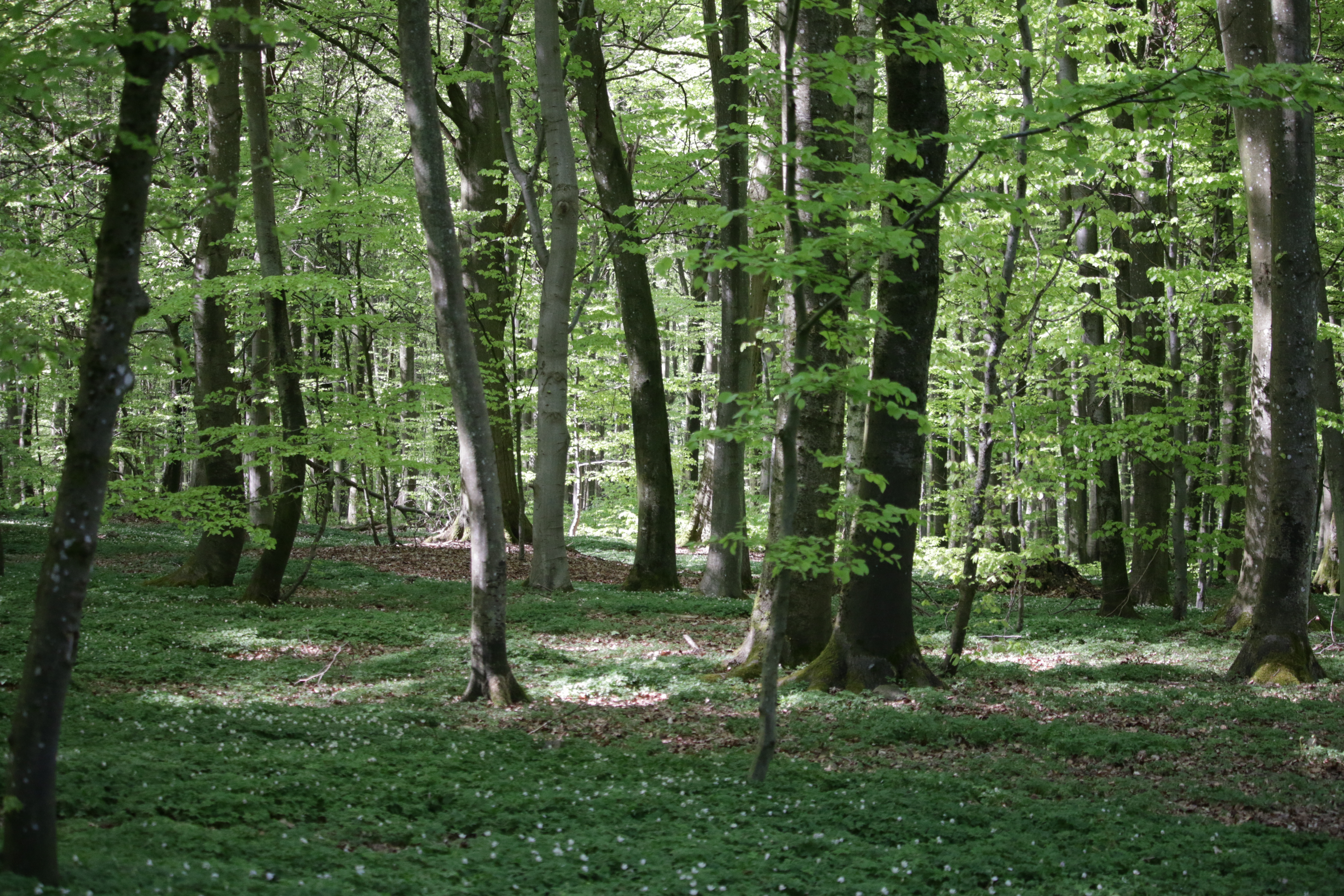
Bokskog
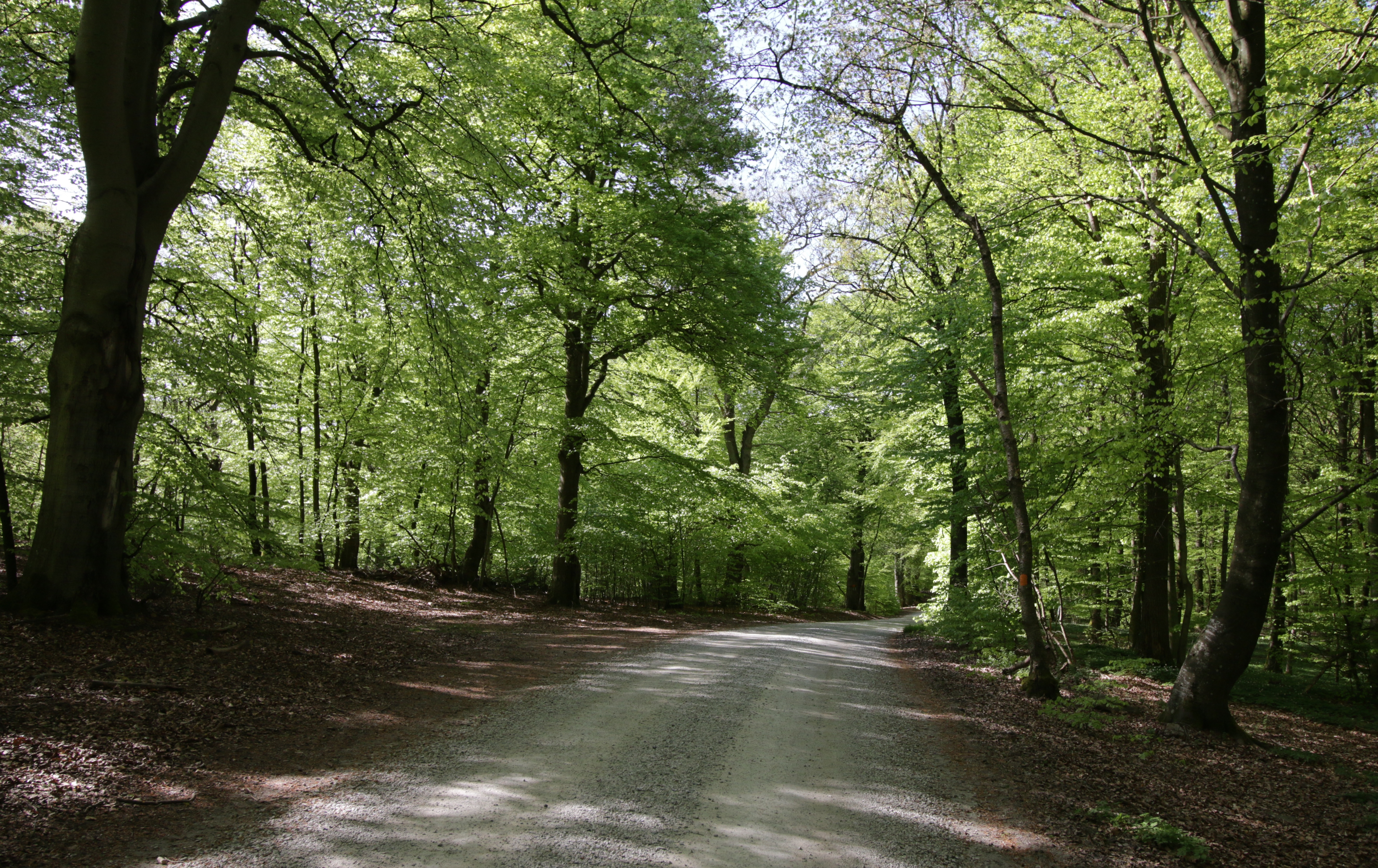
Bokskog
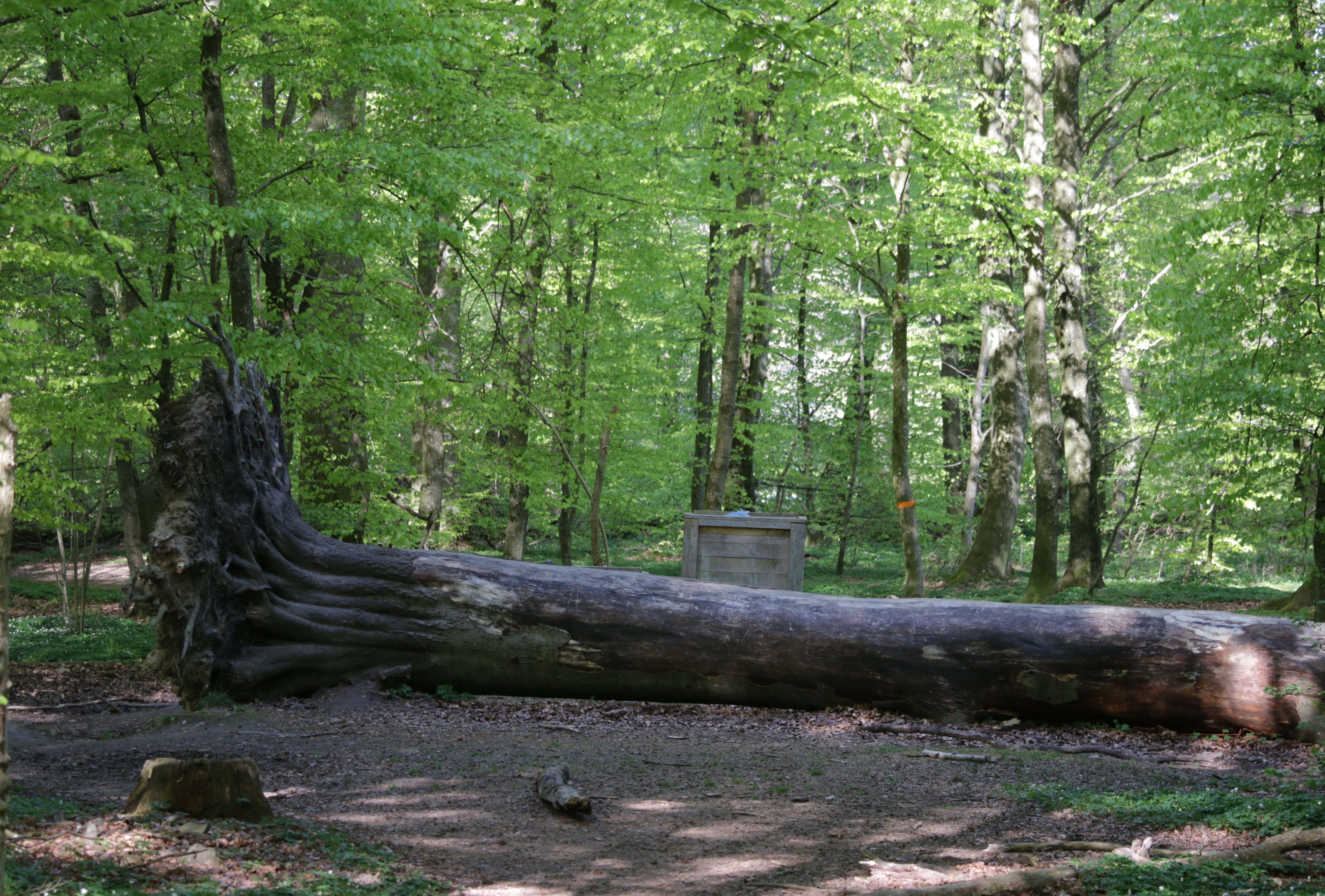
Stormfällt träd och mulmholk